# پلتاین (ایلینوی)
پَلِتاین (به انگلیسی: Palatine) یک روستا در ایالات متحده آمریکا است که در شهرستان کوک (ایلینوی) واقع شده‌است. پلتاین ۳۵٫۶۴ کیلومتر مربع مساحت و ۶۸٬۵۵۷ نفر جمعیت دارد و ۲۲۵٫۸۶ متر بالاتر از سطح دریا واقع شده‌است.